# 科加雷姆航空
科加雷姆航空（俄语：ООО «Авиакомпания Когалымавиа»）是一家俄罗斯航空公司，公司的总部位于俄罗斯汉特-曼西自治区科加雷姆市。
科加雷姆航空的核心枢纽是科加雷姆国际机场。公司于1993年开始运营，主要运营国际航班至度假胜地。2012年，伴随和途易旅游的合作，该航空公司更换品牌名为Metrojet，直到2014年合作结束前，该航司代表途易在俄罗斯的运营，在此之后恢复独立运营。
2015年，在发生科加雷姆航空9268号班机空难后两个月，该航司由于客流量大减和空难调查中发现的安全问题终止了所有运营。该公司最初预计于2016年夏季恢复运营服务，但最后于2016年3月破产清算。

## 航線
從多莫傑多沃國際機場出发：
- 奥地利 薩爾斯堡
- 蓋貝萊[2]
- 保加利亚 布爾加斯，瓦爾納
- 普拉
- 捷克 帕爾杜比採
- 埃及 洪加達，沙姆沙伊赫，塔巴
- 西班牙 巴塞羅那，伊維薩，帕爾馬
- 法國 格勒諾布爾
- 希腊 羅得，伊拉克利翁
- 義大利 特雷維索，里米尼
- 蒙特內哥羅 蒂瓦特
- 土耳其 安塔利亞，博德魯姆，達拉曼

從海參崴國際機場出发：
- 日本 東京，大阪
- 首爾
- 越南 峴港

## 機隊

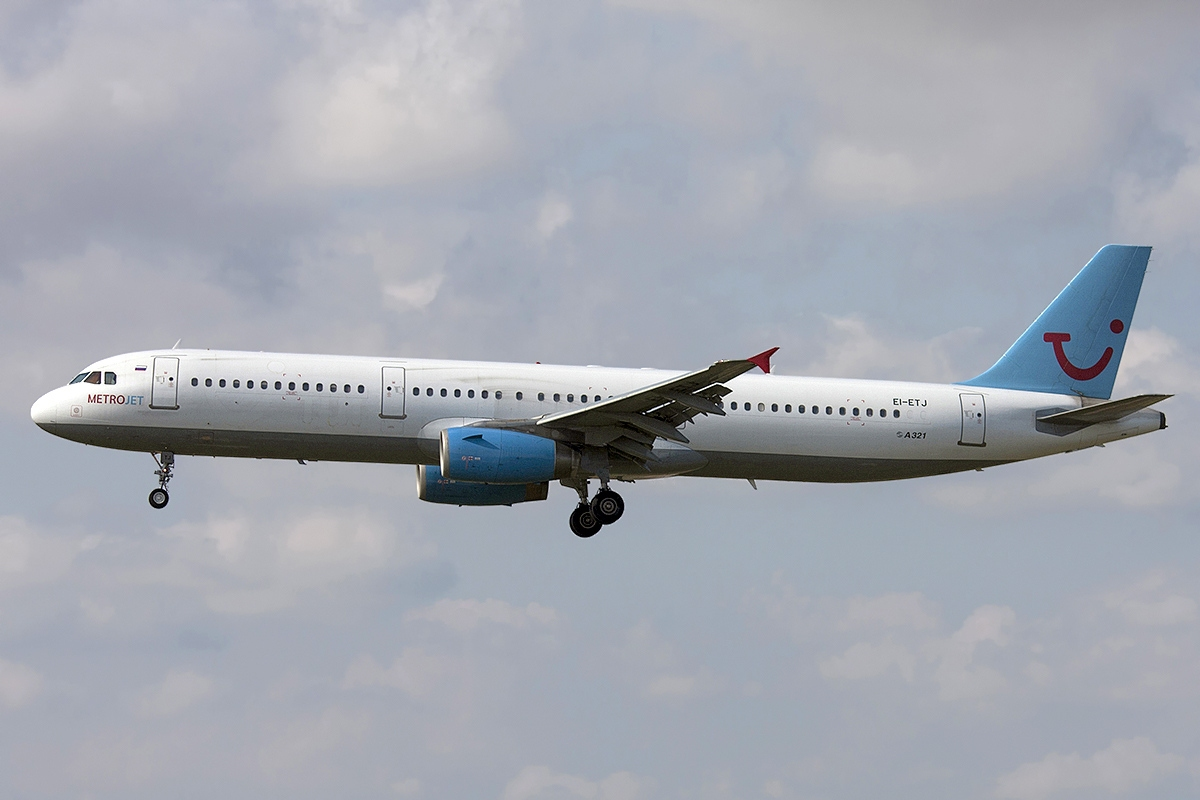
科加雷姆航空以MetroJet名義營運的空中巴士A321-200，2013年10月攝於關西國際機場，兩年後此機因空難墜毀

截止2015年11月1日，科加雷姆航空擁有機隊:

### 已退役機隊
科加雷姆航空及其前身Kolavia曾營運以下機隊:
- 2 空中巴士A320-200[4]
- 安托諾夫An-24
- 圖-134
- 圖-154B
- 圖-154M

## 事故
- 科加雷姆航空9268号班机空难

## 來源
1. 1 2 3 4 5 6  Federal State Unitary Enterprise "State Air Traffic Management Corporation", Airline Reference, Vol. 1, Russian Federation, 29 January 2008, p. 244
2. ↑  Yagubov, Elvin. . apa.az/. Azeri-Press Agency (APA) LLC. 25 July 2014  [28 July 2014]. （原始内容存档于2014-07-25）.
3. ↑  ch-aviation.com – Kolavia （页面存档备份，存于） retrieved 1 November 2015
4. ↑  airfleets.net - Metrojet Russia （页面存档备份，存于） retrieved 1 November 2015